# Scilla sardensis

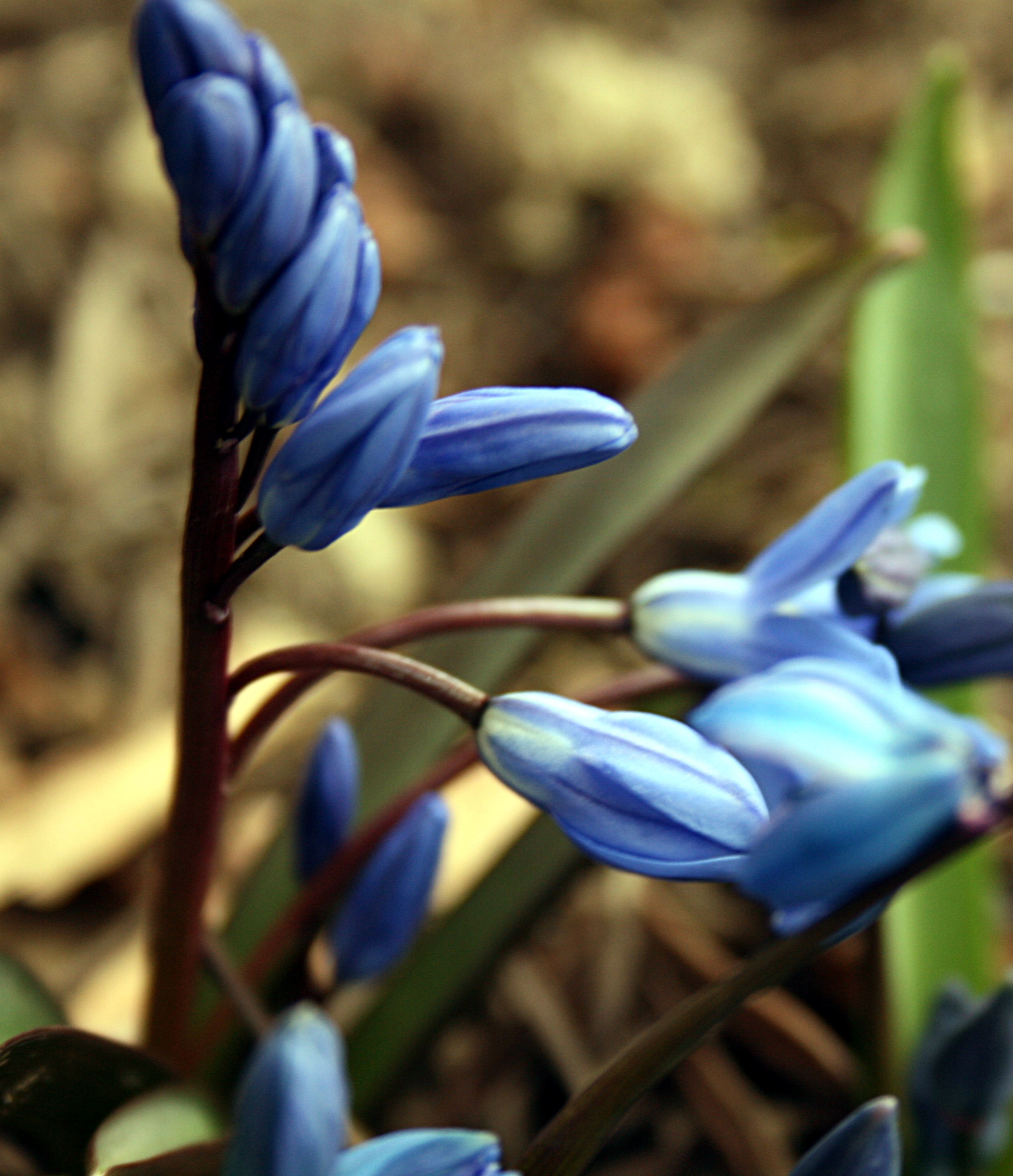
Poncelles

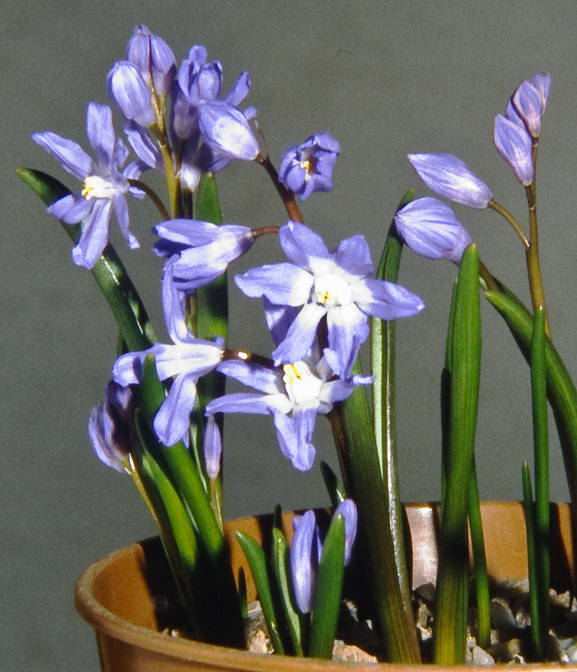
Flors

Scilla sardensis és una espècie de planta bulbosa perenne de la família de les Asparagàcies, endèmica de l'oest de Turquia que floreix a la primavera. Després de florir és una planta efímera fins a la següent primavera.
 S. sardensis és molt semblant a la Scilla forbesii, però hi ha diferències subtils però reals que fan que siguin espècies diferents. Cada bulb produeix de dues a tres fulles que poden mesurar al voltant dels 14 cm de llarg i 1,5 cm d'ample, i com a mínim una tija florida, per sobre dels 14 cm de longitud. Les flors es produeixen en un raïm gairebé piramidal, amb prop de 22 flors per tija. Cada flor mesura 2,5 cm amb tèpals individuals d'1,5 cm de longitud. Els tèpals són de color blau, essent alguns una mica més pàl·lids a la base, produint un "ull" més clar al centre de la flor. No obstant, alguns bulbs conreats que creixen sota la denominació d'aquesta espècie surten amb un "ull" similar a la S. forbesii. La base de l'estam és blanca.